# Lasioglossum tenax
Lasioglossum tenax är en biart som först beskrevs av Grace Sandhouse 1924. Den förekommer i norra till mellersta Nordamerika.
Arten ingår i släktet smalbin och familjen vägbin. Inga underarter finns listade i Catalogue of Life.

## Beskrivning
Huvud och mellankropp är metalliskt blågröna. Clypeus övre del är brunsvart, medan den undre, mindre delen är grön. Antennerna är bruna, vingarna halvgenomskinliga med ljust rödbruna ribbor, vingbaserna rödbruna och benen brunaktiga. Bakkroppens tergiter är svagt metallskimrande, medan stergiterna är bruna med rödaktiga till halvgenomskinligt gulbruna bakkanter. Den sparsamma behåringen är vitaktig. Arten är liten; honan blir 4,9 till 5,8 mm lång, hanen 4,2 till 5,1 mm.

## Utbredning
Utbredningsområdet omfattar stora delar av norra Nordamerika från sydöstra Alaska, södra Northwest Territories och sydligaste Nunavut över större delen av de södra kanadenskiska provinserna samt med sydliga utlöpare in i USA, i väster från delstaten Washington, Idaho och Montana till norra Utah och norra Colorado, i öster från delstaten New York till West Virginia och Virginia. Arten är ovanlig i västra USA.

## Ekologi
Lasioglossum tenax förekommer framför allt i bergsområden, speciellt i USA. Den är solitär, honan ansvarar ensam för bobyggande och uppfödningen av avkomman. Boet grävs ut i marken, och består av en nästan vertikal gång från vilken larvcellerna direkt avgrenar sig.
Arten är polylektisk, den flyger till blommande växter från flera familjer: Korgblommiga växter (pärleterneller, astrar, dunörter, gullrissläktet och maskrosor), rosväxter (smultronsläktet) och videväxter (videsläktet).